# Anatomie végétale
L'anatomie végétale est une branche de la botanique et de l'anatomie. Elle étudie la structure interne des végétaux ainsi que les processus par lesquelles elle s'établit.
Elle se distingue de la morphologie végétale qui étudie leur aspect extérieur et de la physiologie végétale qui décrit le fonctionnement de la plante, souvent sur la base de la chimie.

## Approches
Certaines études de l'anatomie végétale utilisent une approche systémique, organisée en fonction des activités de la plante, telles que le transport des nutriments, la floraison, la pollinisation, l'embryogenèse ou le développement des graines.
D'autres approches sont plus classiquement divisées dans les catégories structurelles suivantes :
- Anatomie de la fleur, y compris l'étude du calice, de la corolle, de l'androcée et du gynécée
- Anatomie de la feuille, y compris l'étude de l'épiderme, des stomates et des cellules palissadiques
- Anatomie de la tige, y compris la structure de la tige et les tissus vasculaires, les bourgeons et l'apex de la pousse
- Anatomie du fruit/de la graine, y compris la structure de l'ovule, de la graine, du péricarpe et du fruit accessoire
- Anatomie du bois, y compris la structure de l'écorce, du liège, du xylème, du phloème, du cambium vasculaire, du bois de cœur et de l'aubier et du collet de la branche
- Anatomie de la racine, y compris la structure de la racine, de l'extrémité de la racine, de l'endoderme.

## Histoire
Vers 300 avant JC, Théophraste écrivit un certain nombre de traités sur les plantes, dont seulement deux survivent, Enquête sur les plantes et Sur les causes des plantes. Il a développé des concepts de morphologie et de classification des plantes qui n’ont pas résisté à l’examen scientifique de la Renaissance.
Un médecin et botaniste suisse, Gaspard Bauhin, a introduit la nomenclature binomiale dans la taxonomie végétale. Il publia Pinax theatri botanici en 1596, qui fut le premier à utiliser cette convention pour nommer les espèces. Ses critères de classification incluaient les relations naturelles, ou "les affinités", qui dans de nombreux cas étaient structurelles.

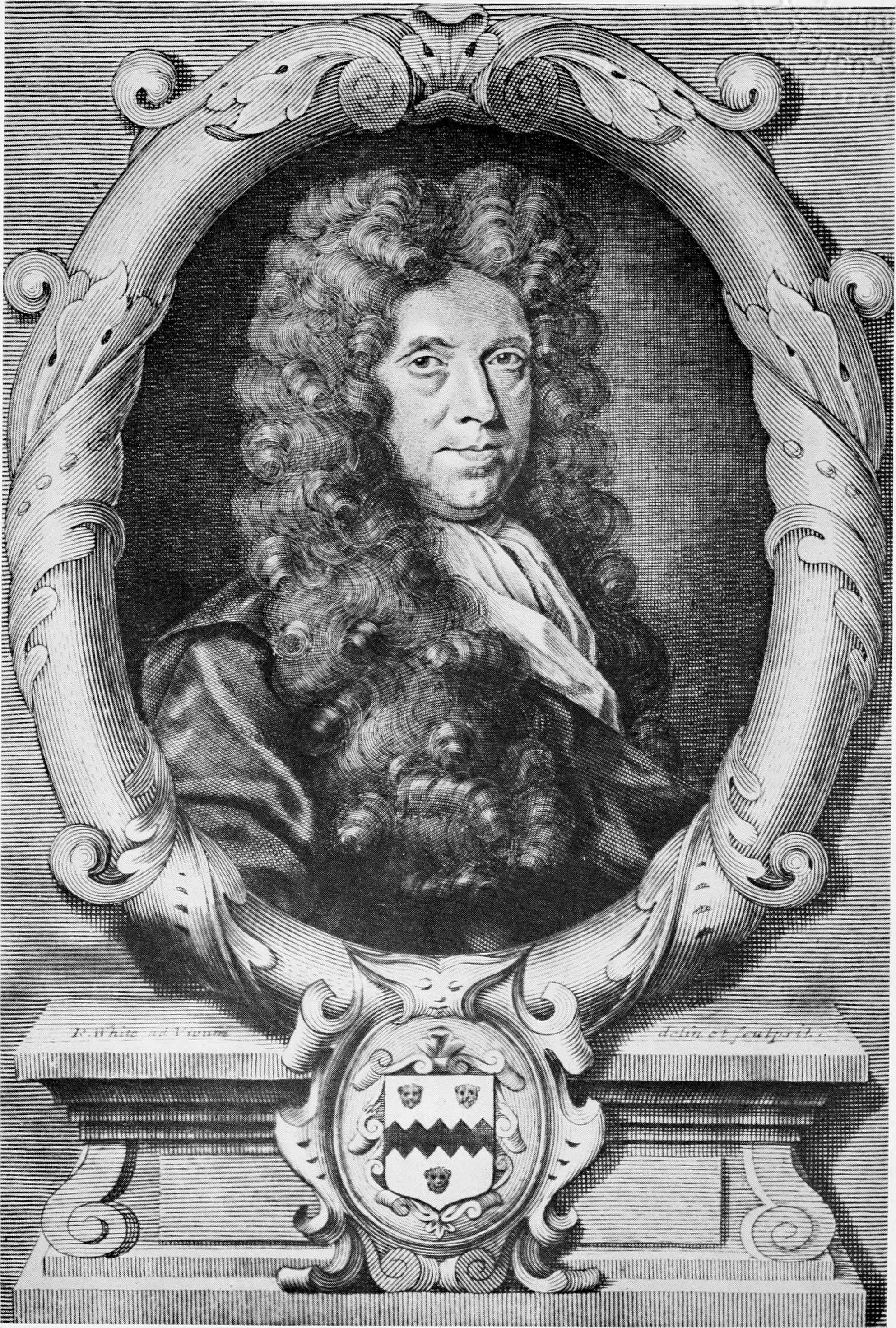
Nehemiah Grew, botaniste britannique

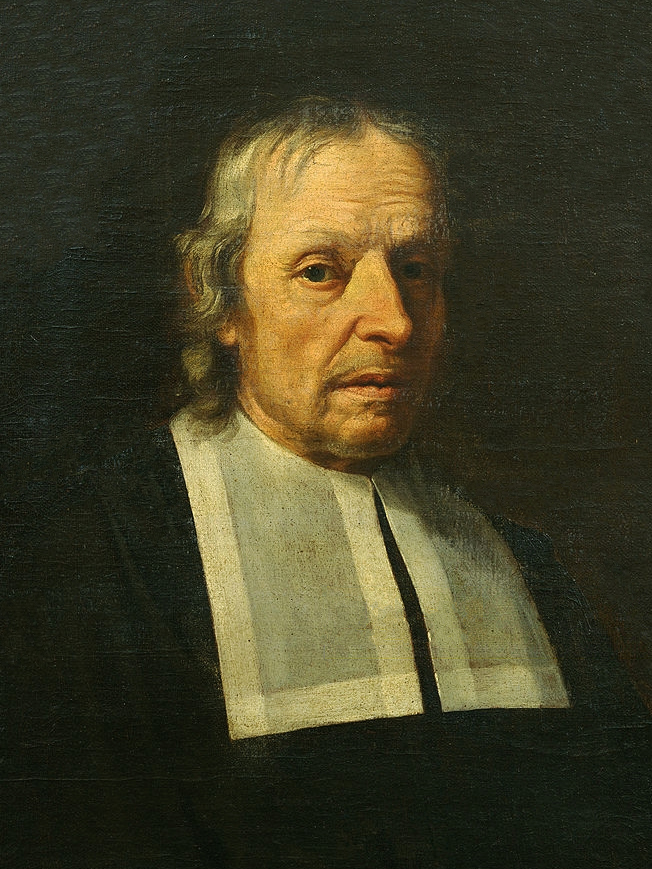
Marcello Malpighi, microscopiste italien

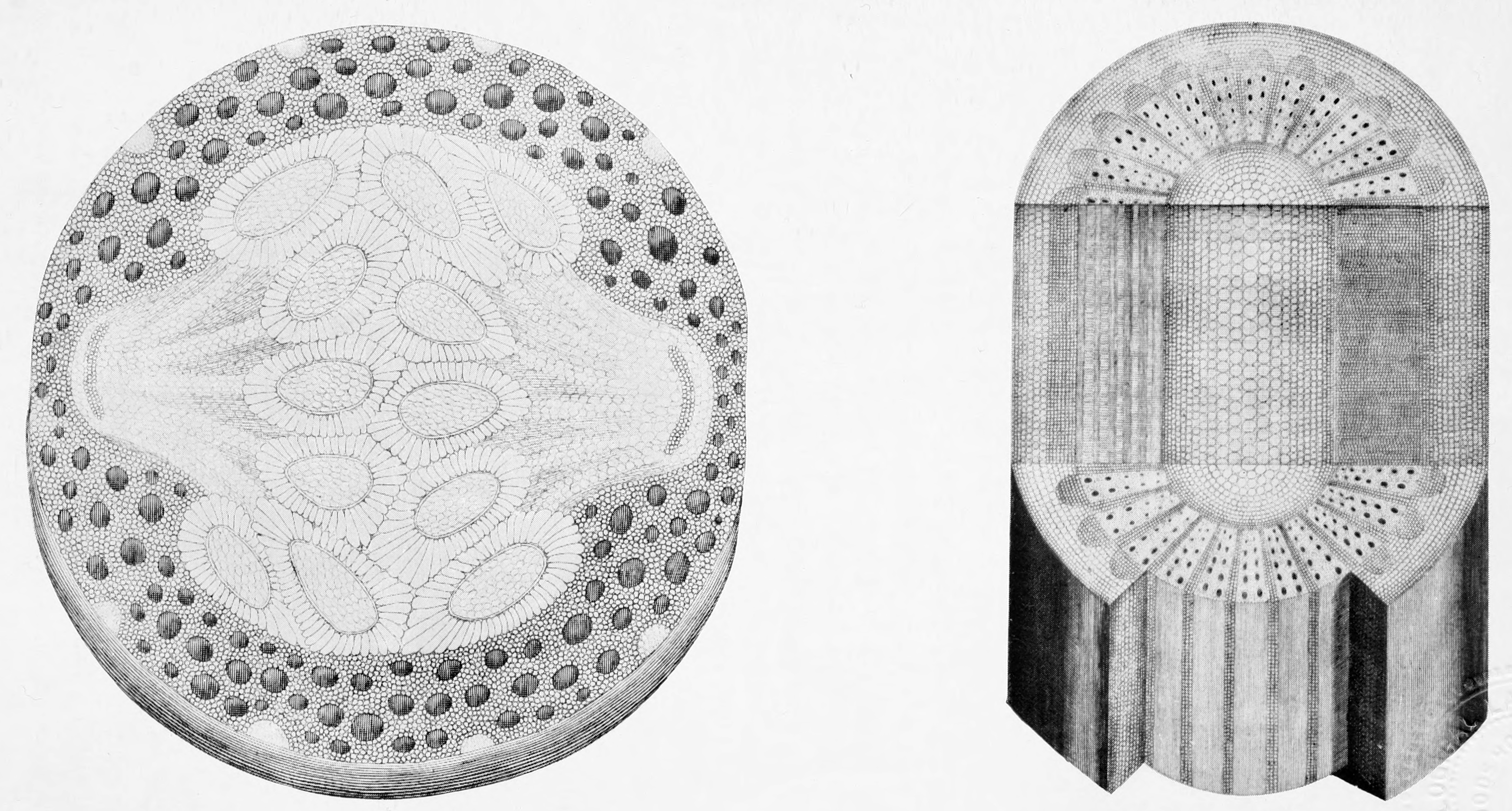
Tissu vasculaire d'une groseille à maquereau (à gauche) et d'une branche de vigne (à droite) d'après l'Anatomie des plantes de Nehemiah Grew

À la fin des années 1600, l’anatomie végétale est progressivement devenue une science moderne. Le médecin et microscopiste italien Marcello Malpighi fut l'un des deux fondateurs de l'anatomie végétale. En 1671, il publie son Anatomia Plantarum, première avancée majeure en physiogamie végétale depuis Aristote. 
L'autre fondateur était le médecin britannique Nehemiah Grew. Il a publié Une idée d'une histoire philosophique des plantes en 1672 et L'anatomie des plantes en 1682. On attribue à Grew la reconnaissance des cellules végétales, bien qu'il les appelle « vésicules » et « vessies ». Il a correctement identifié et décrit les organes sexuels des plantes (fleurs) et leurs parties. Au XVIIIe siècle, Carl Linnaeus a établi une taxonomie basée sur la structure, et ses premiers travaux concernaient l'anatomie végétale. Bien que le niveau structurel exact qui doit être considéré comme scientifiquement valable pour la comparaison et la différenciation ait changé avec le développement des connaissances, les principes de base ont été établis par Linné. Il publie son œuvre maîtresse, Species Plantarum, en 1753.
En 1802, le botaniste français Charles-François Brisseau de Mirbel publie le Traité d'anatomie et de physiologie végétale, établissant les débuts de la science de la cytologie végétale.
En 1812, Johann Jacob Paul Moldenhawer publia Beyträge zur Anatomie der Pflanzen, décrivant des études microscopiques de tissus végétaux.
En 1813, un botaniste suisse, Augustin Pyrame de Candolle, publia Théorie élémentaire de la botanique, dans laquelle il soutenait que l'anatomie végétale, et non la physiologie, devrait être la seule base de classification des plantes. Sur une base scientifique, il a établi des critères structurels pour définir et séparer les genres végétaux.
En 1830, Franz Meyen publie Phytotomie, l'un des premiers ouvrages d’envergure sur l'anatomie microscopique des végétaux.
En 1838, le botaniste allemand Matthias Jakob Schleiden publia Contributions à la phytogenèse, où il examine les différentes parties constituant une plante et détermine qu’elles sont composées de cellules. Il affirme l’importance du noyau de la cellule découvert par le botaniste écossais Robert Brown (1773-1858) et son rôle dans la division cellulaire.  Il déclare que « les plantes inférieures sont toutes constituées d'une seule cellule, tandis que les plantes supérieures sont composées de (nombreuses) cellules individuelles », confirmant et poursuivant ainsi les travaux de Mirbel.
Un botaniste germano-polonais, Eduard Strasburger, a décrit le processus mitotique dans les cellules végétales et a en outre démontré que de nouveaux noyaux cellulaires ne peuvent naître que de la division d'autres noyaux préexistants. Son Studien über Protoplasma a été publié en 1876.

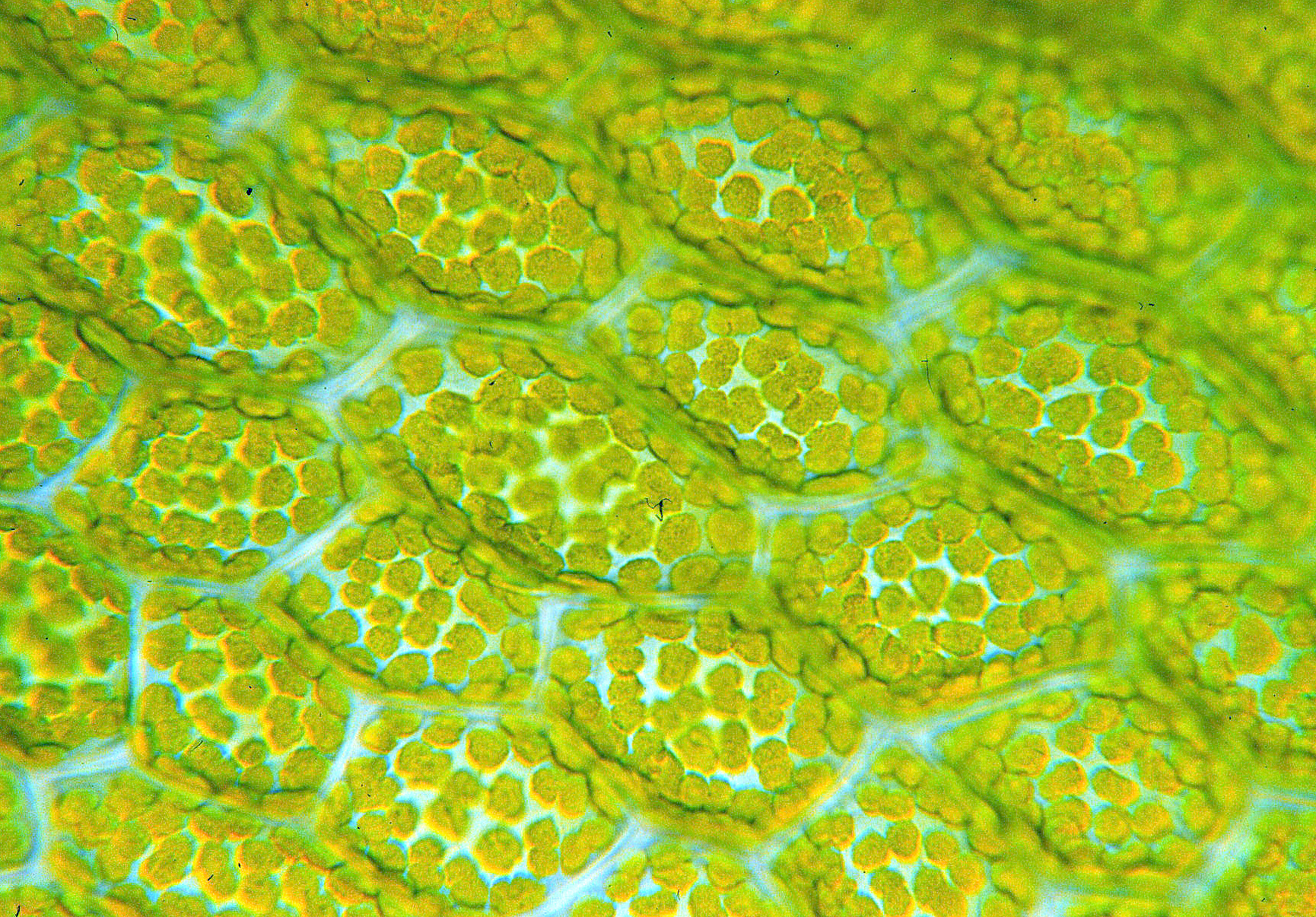
Chloroplastes dans les cellules foliaires de la mousse Mnium stellare

Gottlieb Haberlandt, un botaniste allemand, a étudié la physiologie des plantes et classé les tissus végétaux en fonction de leur fonction. Sur cette base, il publie en 1884 Physiologische Pflanzenanatomie (Anatomie physiologique des plantes), dans laquelle il décrit douze types de systèmes tissulaires (absorbants, mécaniques, photosynthétiques, etc.). Il est le premier à souligner les possibilités de culture de tissu cellulaire.
À la suite de l'Origine des espèces de Charles Darwin, le botaniste canadien Edward Charles Jeffrey, qui étudiait l'anatomie et la phylogénie comparées de différents groupes de plantes vasculaires, a appliqué la théorie évolutionniste aux plantes en utilisant la forme et la structure des plantes pour établir un certain nombre de lignes évolutives. Il publie son ouvrage L'anatomie des plantes ligneuses en 1917.
Le développement de l’anatomie comparée des plantes a été dirigé par la botaniste britannique Agnes Arber. Elle a publié Water Plants : A Study of Aquatic Angiosperms en 1920, Monocotyledons : A Morphological Study en 1925 et The Gramineae : A Study of Cereal, Bamboo and Grass en 1934.
Après la Seconde Guerre mondiale, Katherine Esau a publié Plant Anatomy (1953), qui est devenu le manuel définitif sur la structure végétale dans les universités nord-américaines et ailleurs, il était toujours imprimé en 2006. Elle enchaîne avec son Anatomie des plantes à graines en 1960.